# AFC Champions League 2007
L'AFC Champions League 2007 è stata la 26ª edizione della massima competizione calcistica per club dell'Asia. Il torneo è iniziato il 7 marzo 2007 e si è concluso il 14 novembre 2007, con la vittoria dei giapponesi dell'Urawa Reds, al 1º titolo nella competizione.

## Regolamento
Fase a gironi
Si parte con 28 squadre divise in 7 gironi da quattro, in base alla regione di provenienza, ovvero i club dell'Asia orientale e del sud-est asiatico sono stati sorteggiati nei gruppi da E a G, mentre il resto è stato raggruppato nei gironi da A a D. Ogni club ha disputato un girone all'italiana con andata e ritorno contro altri tre membri del girone, per un totale di 6 partite ciascuno. I club hanno ricevuto 3 punti per una vittoria, 1 punto per un pareggio, 0 punti per una sconfitta. Le classifiche finali sono state stilate in base ai punti e , a parità di punti tra due o più squadre, si è tenuto conto in ordine dei seguenti criteri:
- Punti guadagnati negli scontri diretti;
- Differenza reti negli scontri diretti;
- Gol negli scontri diretti;
- Punti guadagnati all'interno del gruppo;
- Differenza reti all'interno del gruppo;
- Maggior numero di gol all'interno del gruppo.

Le sette vincitrici dei gironi insieme alla squadra campione in carica sono passate ai quarti di finale.
Fase ad eliminazione diretta
Le 8 squadre qualificate sono state sorteggiate casualmente; tuttavia, l'unica restrizione imposta è stata che i club dello stesso paese non potessero affrontarsi nei quarti di finale. Le partite si sono svolte in gare di andata e ritorno e il punteggio complessivo ha deciso il vincitore della partita. Se il punteggio complessivo non poteva produrre un vincitore, veniva utilizzata la "regola dei gol in trasferta". Se ancora in parità, i club hanno giocato i tempi supplementari, dove si è applicato ancora la "regola dei gol in trasferta". Se ancora in parità, la partita è andata ai rigori.

## Squadre partecipanti
Oltre ai detentori del titolo, i coreani del Jeonbuk Hyundai che accedono direttamente ai quarti di finale, alla competizione partecipano altre 28 squadre ammesse alla fase a gruppi.
| Team              | Metodo di Qualificazione                                            |
| ----------------- | ------------------------------------------------------------------- |
| Kuwait SC         | Vincitore Prima Lega 2005-2006                                      |
| Al-Arabi          | Vincitore Coppa dell'Emiro del Kuwait 2006                          |
| Al-Karamah        | Vincitore Prima Lega 2005-2006 (Siria)                              |
| Al-Ittihad Aleppo | Vincitore Coppa di Siria 2005-2006                                  |
| Al-Wahda          | Vincitore UAE Football League 2005-2006                             |
| Al-Ain            | Vincitore Coppa del Presidente degli Emirati Arabi Uniti 2005-2006  |
| Al-Zawraa         | Vincitore Prima Lega 2005-2006                                      |
| Al-Najaf          | 2º posto Prima Lega 2005-2006                                       |
| Al-Shabab         | Vincitore Lega saudita professionistica 2005-2006                   |
| Al-Hilal          | Vincitore Coppa del Principe della Corona saudita 2005-2006         |
| Al-Sadd           | Vincitore Q-League 2005-2006                                        |
| Al-Rayyan         | Vincitore Coppa dell'Emiro del Qatar 2005-2006                      |
| Esteghlal         | Vincitore Lega professionistica del Golfo persico 2005-2006         |
| Sepahan           | Vincitore Coppa d'Iran 2006                                         |
| Paxtakor          | Vincitore Uzbekistan Super League 2006 e Coppa dell'Uzbekistan 2006 |
| Neftchi Fergana   | 2º posto Uzbekistan Super League 2006                               |

| Team              | Metodo di Qualificazione                                        |
| ----------------- | --------------------------------------------------------------- |
| Shandong Taishan  | Vincitore Super League 2006 (Cina) e Coppa di Cina 2006         |
| Shanghai Shenhua  | 2º posto Super League 2006 (Cina)                               |
| Urawa Reds        | Vincitore J.League Division 1 2006 e Coppa dell'Imperatore 2005 |
| Kawasaki Frontale | 2º posto J.League Division 1 2006                               |
| Seongnam          | Vincitore K-League 2006                                         |
| Chunnam Dragons   | Vincitore Coppa di Corea del Sud 2006                           |
| Persik Kediri     | Vincitore Indonesia Super League 2005-2006                      |
| Arema             | Vincitore Coppa d'Indonesia 2006                                |
| Bangkok Utd       | Vincitore Thailand Premier League 2006                          |
| Long An           | Vincitore V League 2006                                         |
| Sydney FC         | Vincitore A-League 2005-2006                                    |
| Adelaide Utd      | 1º posto A-League 2005-2006                                     |

## Fase a gironi

### Gruppo A
| Team      | Pts | Pld | W | D | L | GF | GA | GD |
| --------- | --- | --- | - | - | - | -- | -- | -- |
| Al-Wahda  | 13  | 6   | 4 | 1 | 1 | 13 | 6  | +7 |
| Al-Zawraa | 11  | 6   | 3 | 2 | 1 | 9  | 6  | +3 |
| Al-Arabi  | 7   | 6   | 2 | 1 | 3 | 10 | 12 | -2 |
| Al-Rayyan | 2   | 6   | 0 | 2 | 4 | 3  | 11 | -8 |

### Gruppo B
| Team      | Pts | Pld | W | D | L | GF | GA | GD |
| --------- | --- | --- | - | - | - | -- | -- | -- |
| Al-Hilal  | 8   | 4   | 2 | 2 | 0 | 5  | 1  | +4 |
| Paxtakor  | 6   | 4   | 2 | 0 | 2 | 3  | 5  | -2 |
| Kuwait SC | 2   | 4   | 0 | 2 | 2 | 2  | 4  | -2 |
| Esteghlal | -   | -   | - | - | - | -  | -  | -  |

### Gruppo C
| Team            | Pts | Pld | W | D | L | GF | GA | GD |
| --------------- | --- | --- | - | - | - | -- | -- | -- |
| Al-Karamah      | 11  | 6   | 3 | 2 | 1 | 11 | 7  | +4 |
| Neftchi Fergana | 10  | 6   | 3 | 1 | 2 | 6  | 7  | -1 |
| Al-Najaf        | 8   | 6   | 2 | 2 | 2 | 9  | 8  | +1 |
| Al-Sadd         | 4   | 6   | 1 | 1 | 4 | 6  | 10 | -4 |

### Gruppo D
| Team              | Pts | Pld | W | D | L | GF | GA | GD  |
| ----------------- | --- | --- | - | - | - | -- | -- | --- |
| Sepahan           | 13  | 6   | 4 | 1 | 1 | 12 | 5  | +7  |
| Al-Shabab         | 10  | 6   | 3 | 1 | 2 | 9  | 3  | +6  |
| Al-Ain            | 6   | 6   | 1 | 3 | 2 | 5  | 8  | -3  |
| Al-Ittihad Aleppo | 3   | 6   | 0 | 3 | 3 | 3  | 13 | -10 |

### Gruppo E
| Team             | Pts | Pld | W | D | L | GF | GA | GD  |
| ---------------- | --- | --- | - | - | - | -- | -- | --- |
| Urawa Reds       | 10  | 6   | 2 | 4 | 0 | 9  | 5  | +4  |
| Sydney FC        | 9   | 6   | 2 | 3 | 1 | 8  | 5  | +3  |
| Persik Kediri    | 7   | 6   | 2 | 1 | 3 | 6  | 16 | -10 |
| Shanghai Shenhua | 5   | 6   | 1 | 2 | 3 | 7  | 4  | +3  |

### Gruppo F
| Team              | Pts | Pld | W | D | L | GF | GA | GD  |
| ----------------- | --- | --- | - | - | - | -- | -- | --- |
| Kawasaki Frontale | 16  | 6   | 5 | 1 | 0 | 15 | 4  | +11 |
| Chunnam Dragons   | 10  | 6   | 3 | 1 | 2 | 7  | 8  | -1  |
| Arema             | 4   | 6   | 1 | 1 | 4 | 2  | 9  | -7  |
| Bangkok Utd       | 3   | 6   | 0 | 3 | 3 | 4  | 7  | -3  |

### Gruppo G
| Team             | Pts | Pld | W | D | L | GF | GA | GD  |
| ---------------- | --- | --- | - | - | - | -- | -- | --- |
| Seongnam         | 13  | 6   | 4 | 1 | 1 | 13 | 6  | +7  |
| Shandong Taishan | 13  | 6   | 4 | 1 | 1 | 12 | 8  | +4  |
| Adelaide Utd     | 8   | 6   | 2 | 2 | 2 | 9  | 6  | +3  |
| Long An          | 0   | 6   | 0 | 0 | 6 | 4  | 18 | -14 |

## Quarti di finale
| Squadra 1  | Totale          | Squadra 2         | Andata | Ritorno |
| ---------- | --------------- | ----------------- | ------ | ------- |
| Sepahan    | 0 - 0 5 - 4 dcr | Kawasaki Frontale | 0 - 0  | 0 - 0   |
| Al-Wahda   | 1 - 1 gfc       | Al-Hilal          | 0 - 0  | 1 - 1   |
| Seongnam   | 4 - 1           | Al-Karamah        | 2 - 1  | 2 - 0   |
| Urawa Reds | 4 - 1           | Chunnam Dragons   | 2 - 1  | 2 - 0   |

## Semifinali
| Squadra 1 | Totale          | Squadra 2  | Andata | Ritorno |
| --------- | --------------- | ---------- | ------ | ------- |
| Seongnam  | 4 - 4 3 - 5 dcr | Urawa Reds | 2 - 2  | 2 - 2   |
| Sepahan   | 3 - 1           | Al-Wahda   | 3 - 1  | 0 - 0   |

## Finale
| Squadra 1 | Totale | Squadra 2  | Andata | Ritorno |
| --------- | ------ | ---------- | ------ | ------- |
| Sepahan   | 1 - 3  | Urawa Reds | 1 - 1  | 0 - 2   |

| Arbitro: | Subkhiddin Mohd Salleh |

|            |           |           |
| Sibaki 47’ | Marcatori | 45’ Ponte |

| Arbitro: | Ravshan Ermatov |

|                   |           |  |
| Nagai 22’ Abe 71’ | Marcatori |  |

## Classifica marcatori
| Gol |  |  | Giocatore             | Squadra           |
| --- |  |  | --------------------- | ----------------- |
| 7   |  |  | Mota                  | Seongnam          |
| 5   |  |  | Kim Dong-hyun         | Seongnam          |
|     |  |  | Mehdi Seyed Salehi    | Sepahan           |
| 4   |  |  | Rodrigão              | Al-Hilal          |
|     |  |  | Firas Al-Khatib       | Al-Arabi          |
|     |  |  | Saeed Mohsen          | Al-Najaf          |
|     |  |  | Steve Corica          | Sydney FC         |
|     |  |  | Travis Dodd           | Adelaide Utd      |
|     |  |  | Robson Ponte          | Urawa Reds        |
| 3   |  |  | Magnum                | Kawasaki Frontale |
|     |  |  | Juninho               | Kawasaki Frontale |
|     |  |  | Kengo Nakamura        | Kawasaki Frontale |
|     |  |  | Wang Yongpo           | Shandong Taishan  |
|     |  |  | Li Jinyu              | Shandong Taishan  |
|     |  |  | Emad Mohammed         | Sepahan           |
|     |  |  | Mahmoud Karimi Sibaki | Sepahan           |
|     |  |  | Mamadou Bagayoko      | Al-Wahda          |
|     |  |  | Waleed Al-Gizani      | Al-Shabab         |
|     |  |  | Diego Alonso          | Shanghai Shenhua  |
|     |  |  | Fernando Rech         | Adelaide Utd      |
|     |  |  | Iyad Mando            | Al-Karamah        |
|     |  |  | André Senghor         | Al-Karamah        |
|     |  |  | Tatsuya Tanaka        | Urawa Reds        |
|     |  |  | Yūichirō Nagai        | Urawa Reds        |
|     |  |  | Yūki Abe              | Urawa Reds        |
|     |  |  | Choi Sung-kuk         | Seongnam          |